# Мачтовий
Ма́чтовий (рос. Мачтовый) — селище у складі Комсомольського району Хабаровського краю, Росія. Знаходиться у міжселенній території.

## Населення
Населення — 3 особи (2010; 11 у 2002).
Національний склад (станом на 2002 рік):
- росіяни — 73 %